# Courcelles-sur-Seine
Courcelles-sur-Seine is een gemeente in het Franse departement Eure (regio Normandië). De plaats maakt deel uit van het arrondissement Les Andelys. Courcelles-sur-Seine telde op 1 januari 2022 2.157 inwoners.

## Geografie
De oppervlakte van Courcelles-sur-Seine bedroeg op 1 januari 2022 5,47 vierkante kilometer; de bevolkingsdichtheid was toen 394,3 inwoners per km².

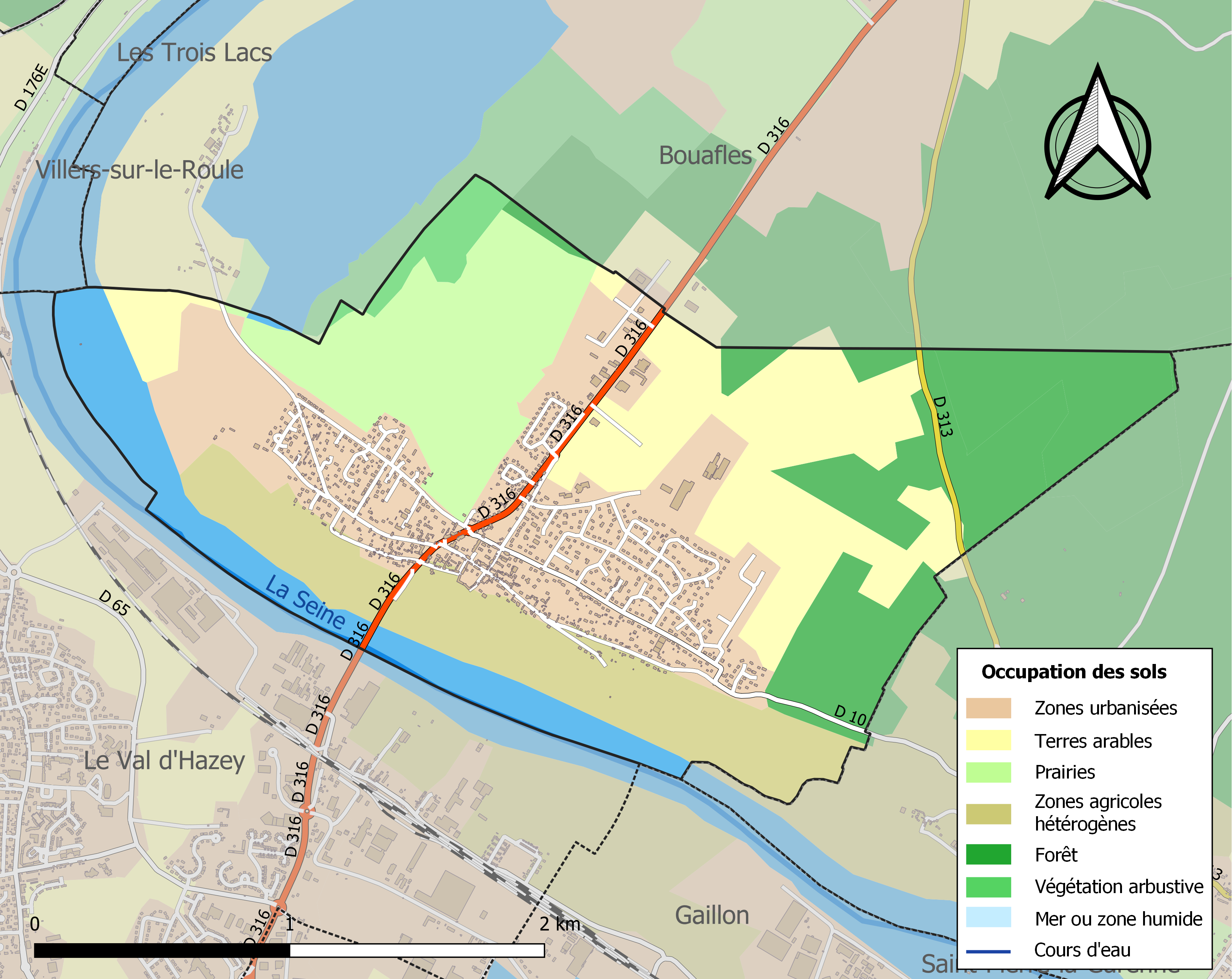
Kaart van de gemeente met belangrijkste infrastructuur, bodemgebruik en omliggende gemeenten

## Demografie
Onderstaande figuur toont het verloop van het inwonertal (bron: INSEE-tellingen).

## Externe links

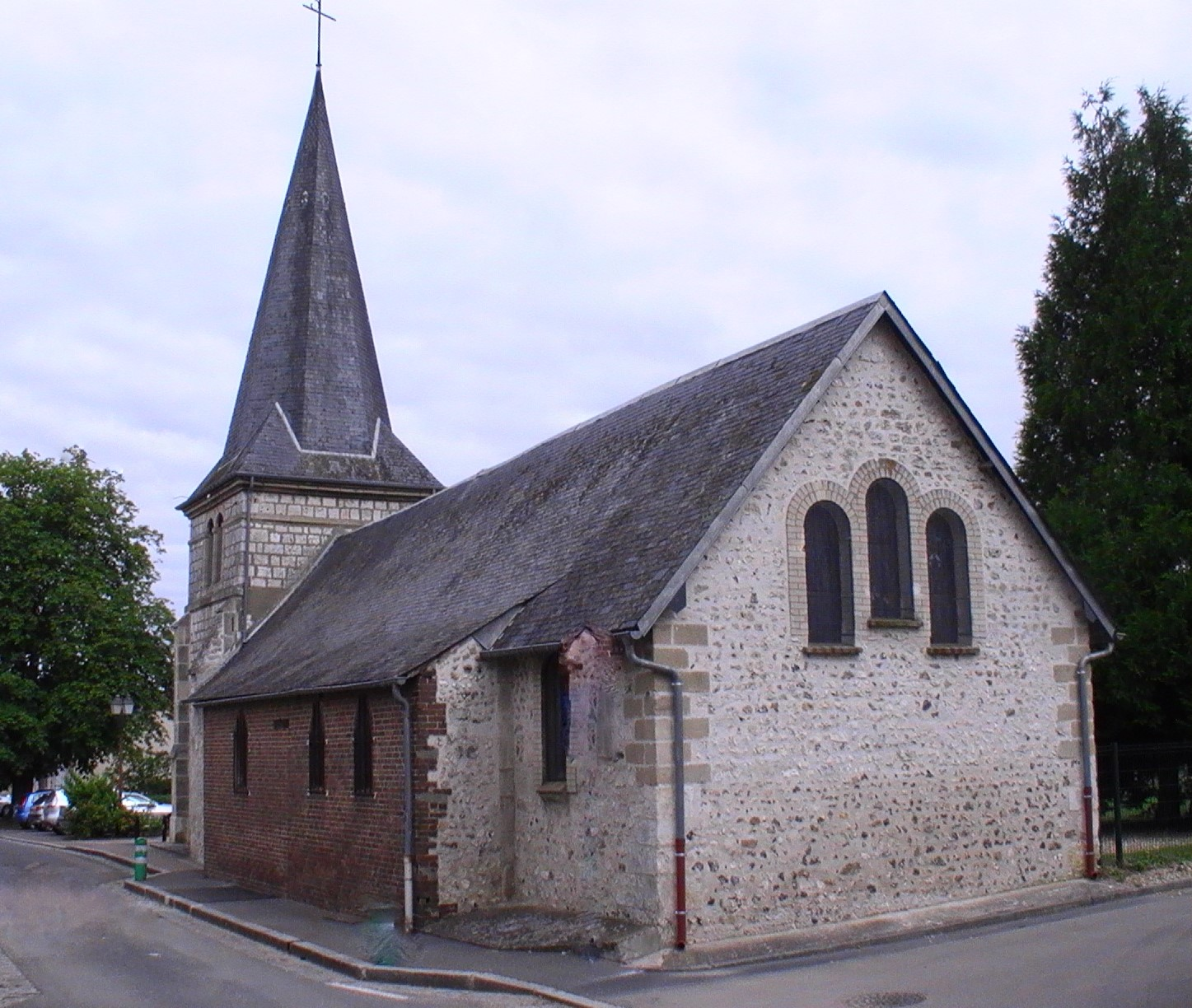
Notre-Dame-de-Bon-Secours